# شاغة خشنة
الشَّاغَة الخَشِنَة أو سمفوطن خشن أو سنفيتون خشن (الاسم العلمي:Symphytum asperum) هو نوع من النباتات يتبع جنس الشاغة من الفصيلة الحمحمية.

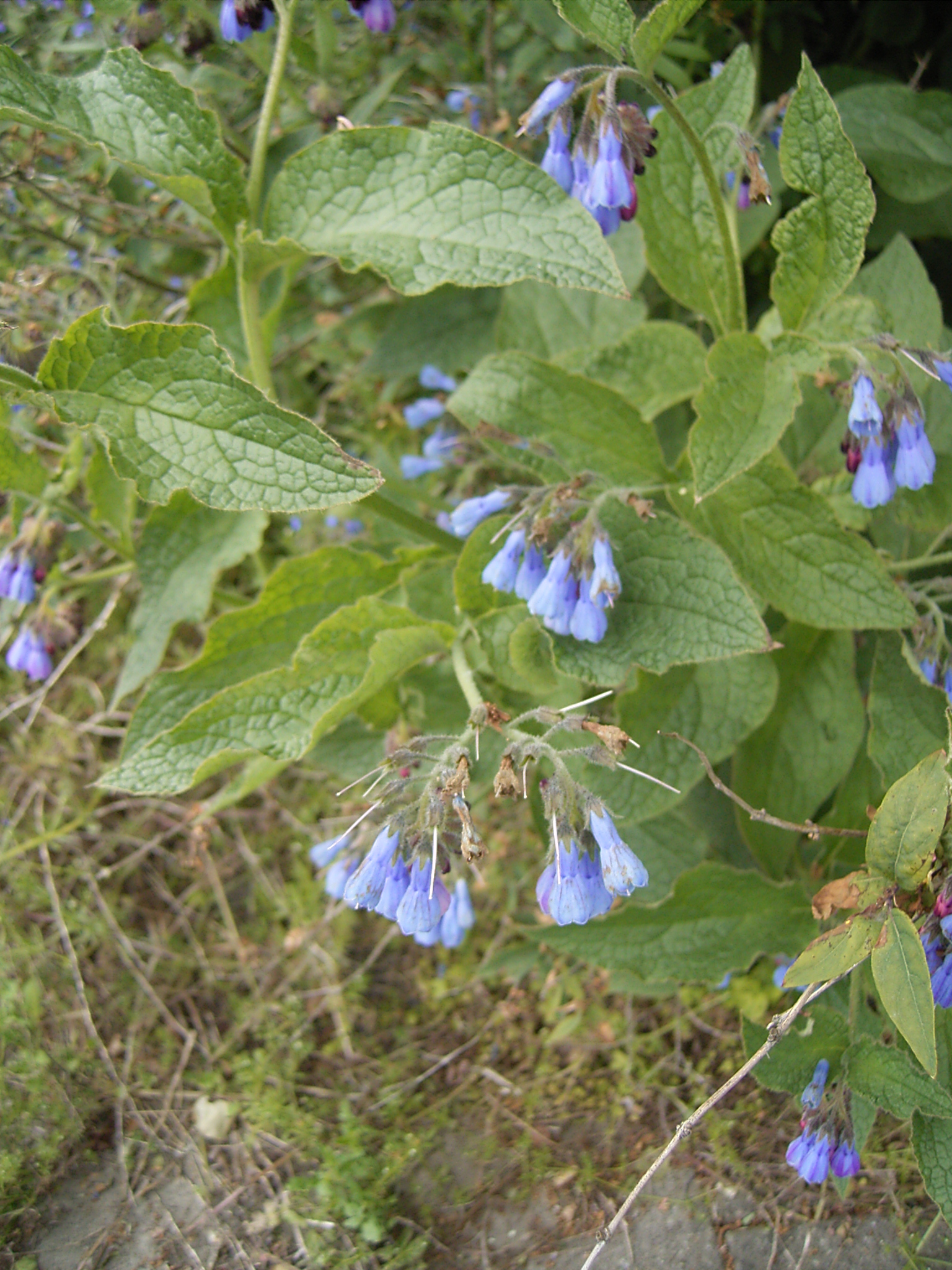
plant
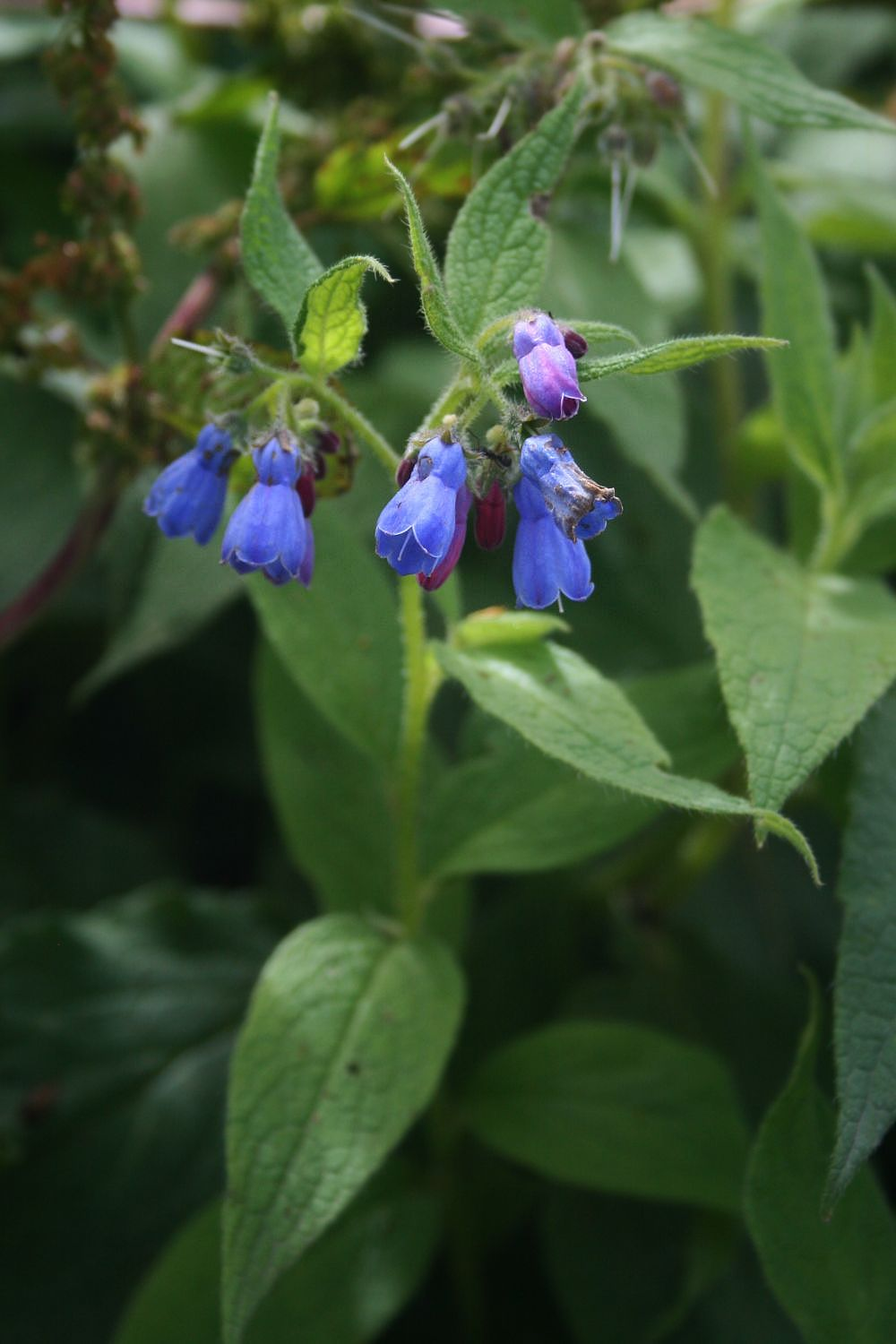
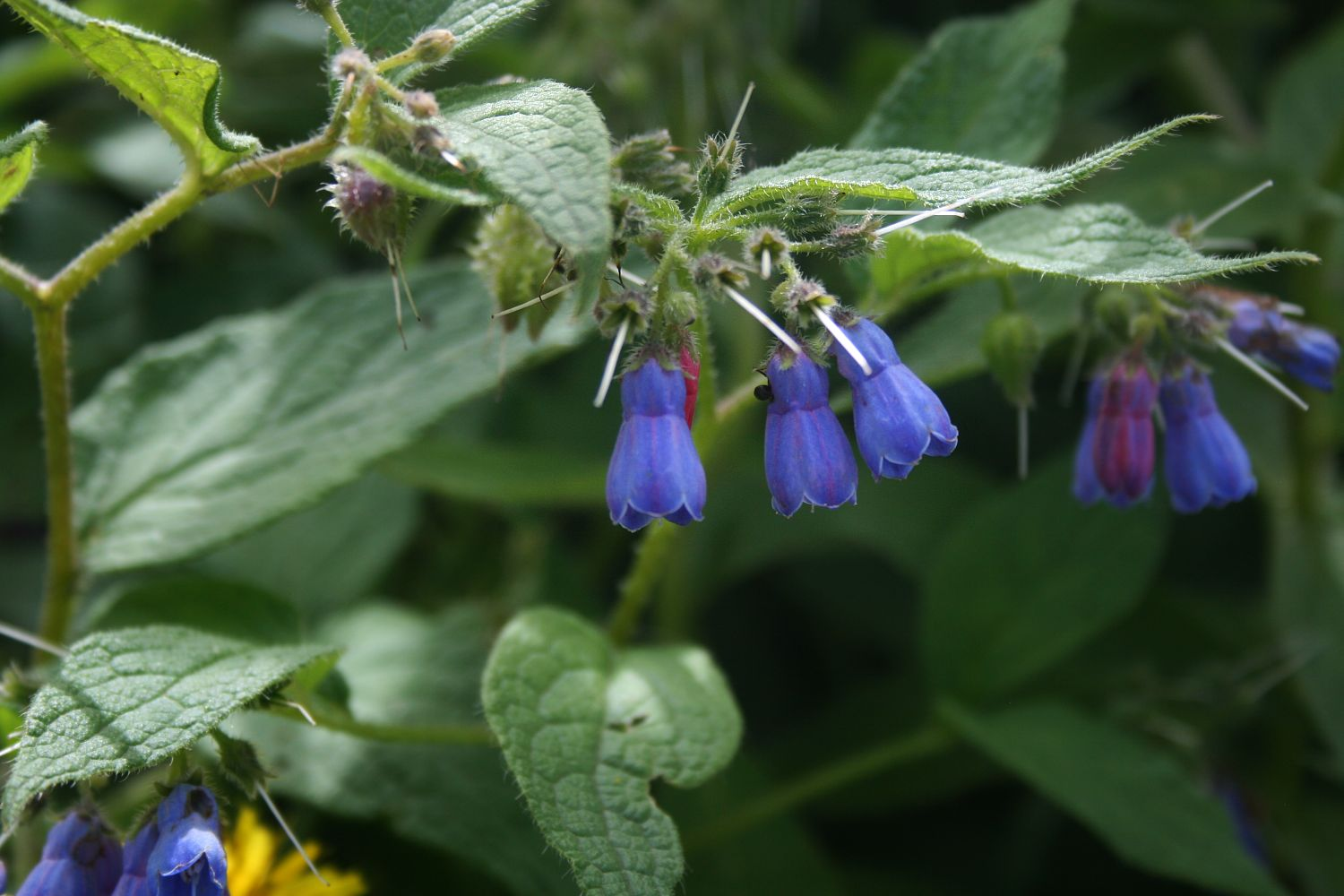
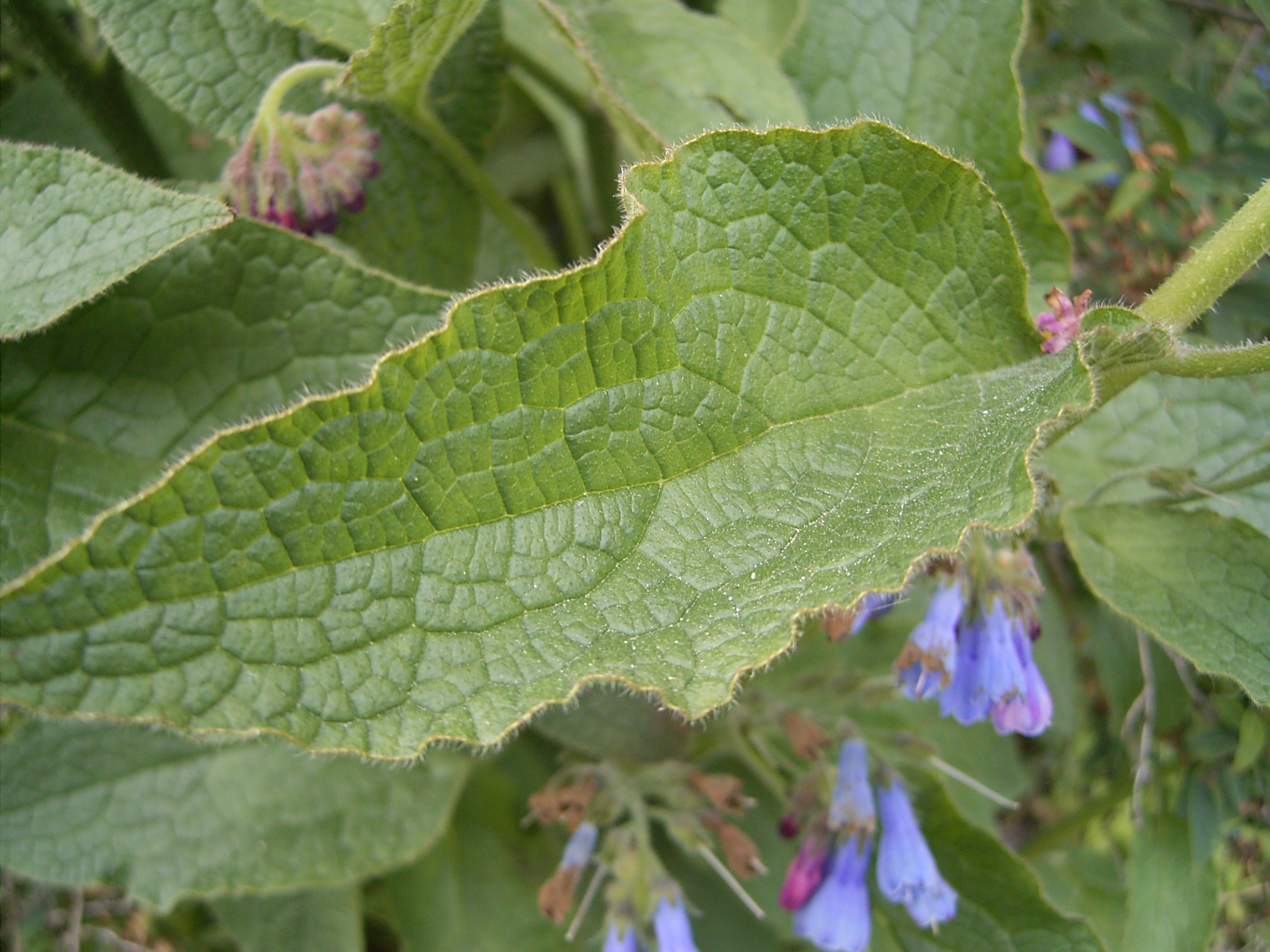
leaf
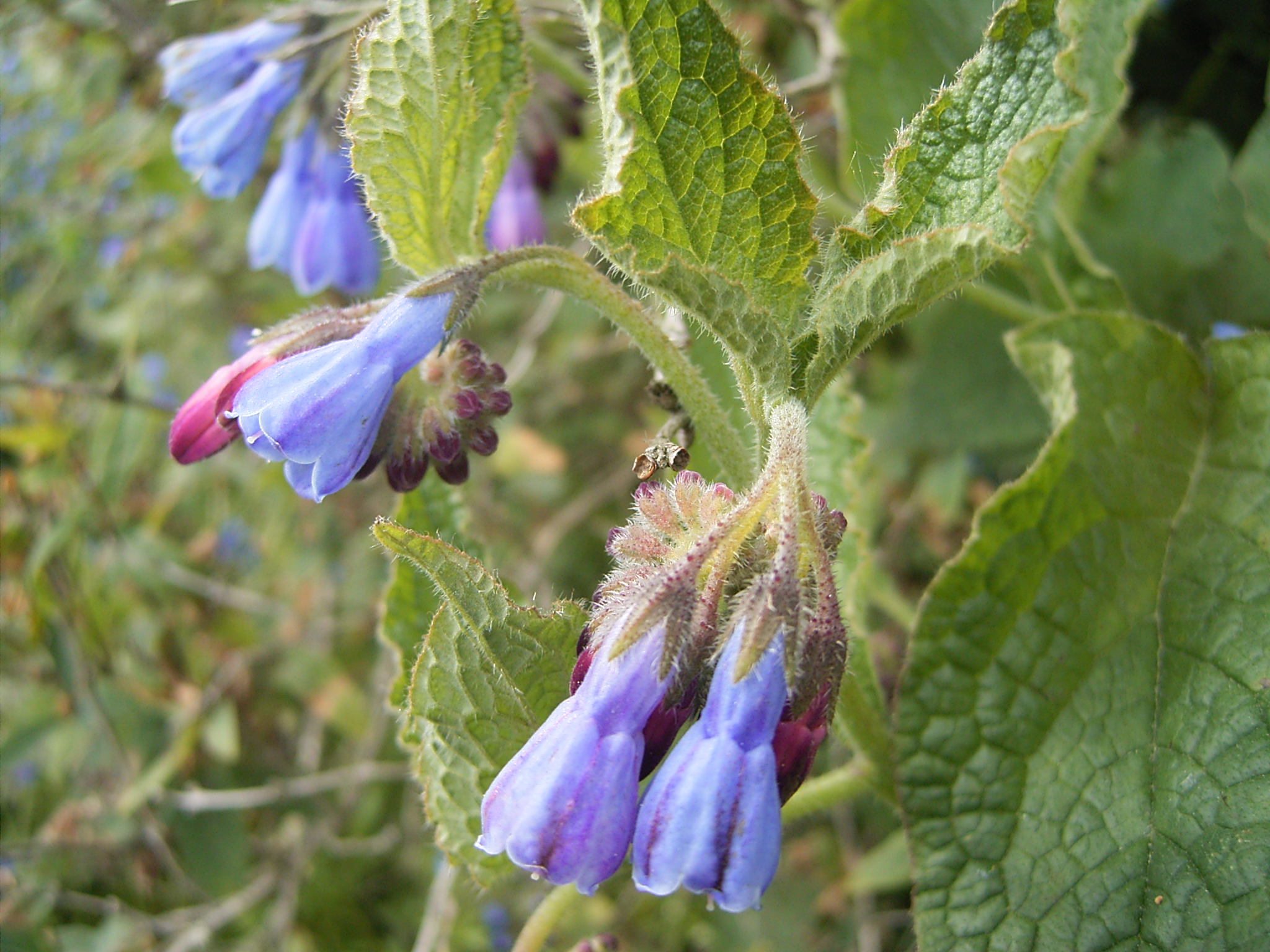
flowers
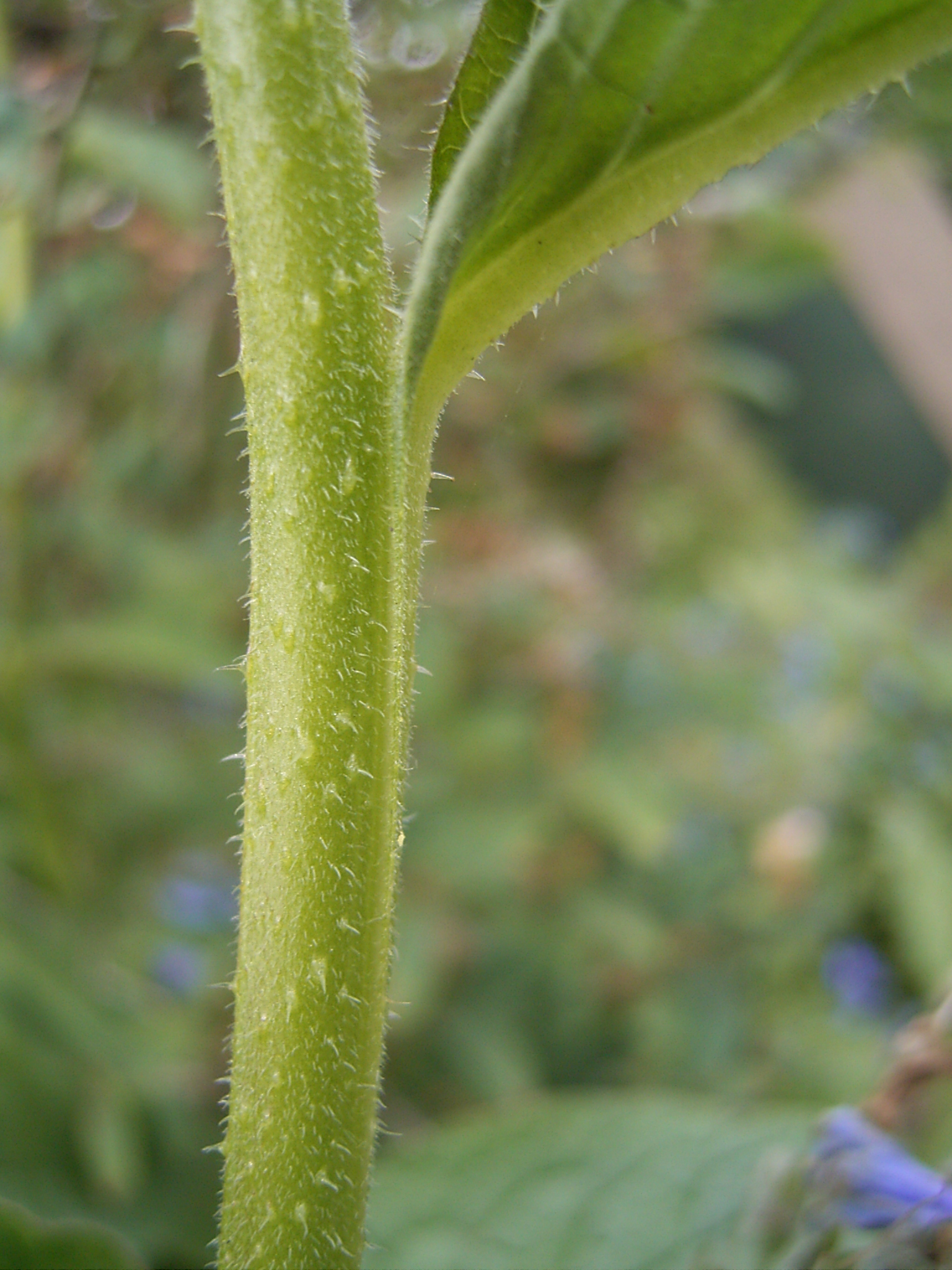